# 生格乡 (洛扎县)
生格乡，是中华人民共和国西藏自治区山南市洛扎县下辖的一个乡镇级行政单位。

## 行政区划
生格乡下辖以下地区：
木村、古局村、茶村和仲村。